# Monte Sannine
Qurnat as Sawda' (em árabe: جبل صنين / ALA-LC: Jabal Șannīn)  é uma montanha do Líbano, na cordilheira denominada Monte Líbano. O seu ponto mais alto atinge 2628 m (8622 pés) de altitude. O monte Sannine, de base calcária, tem muitas nascentes de água.